# Place du Bourg-Tibourg

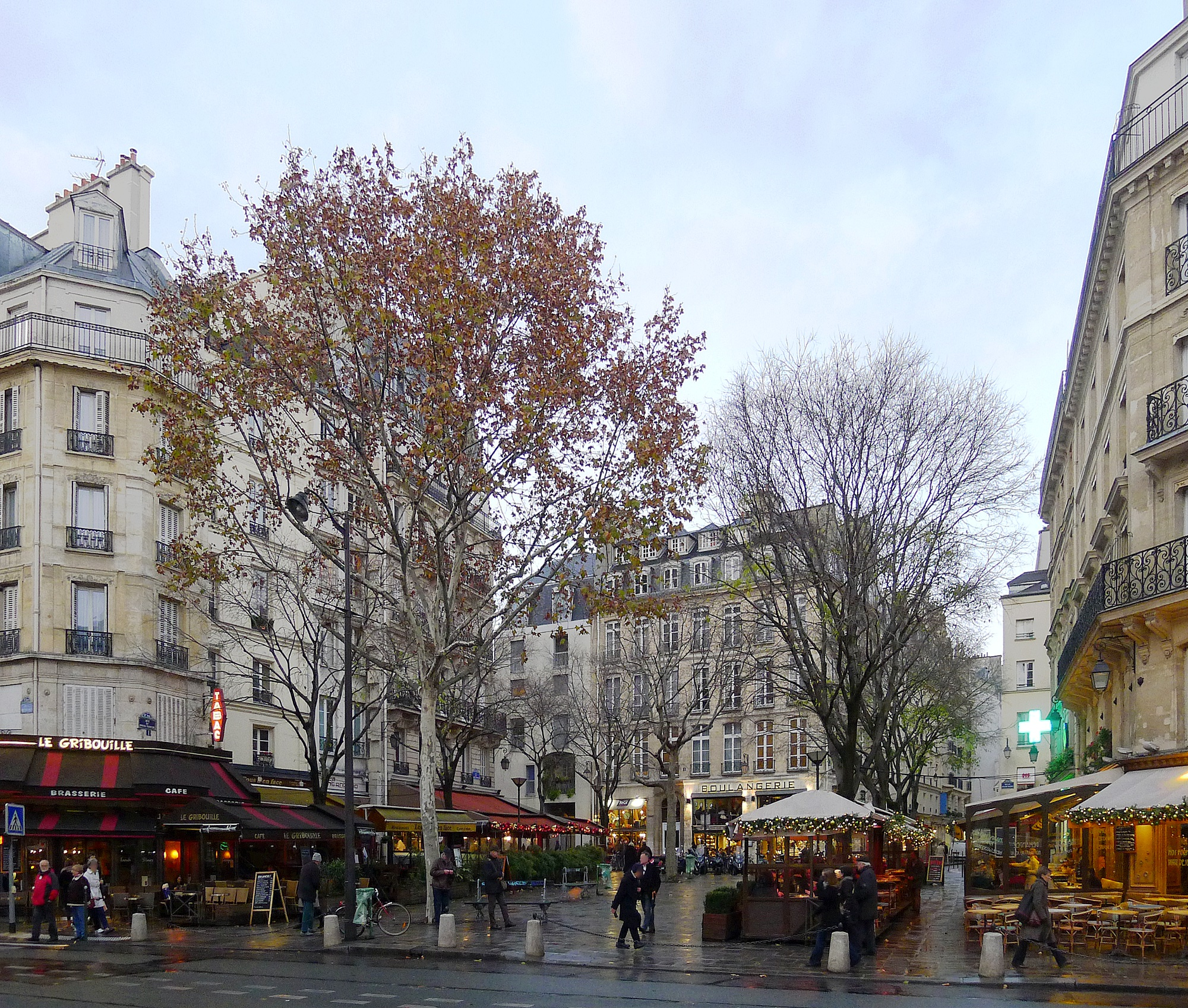
Place dite du Bourg-Tibourg ; au premier-plan la rue de Rivoli.

Il n’existe  officiellement aucune place du Bourg-Tibourg à Paris.
Il arrive cependant que l’on appelle de ce nom la partie de la rue du Bourg-Tibourg qui débouche sur la rue de Rivoli et qui ressemble effectivement à une place.
Elle se situe à l'emplacement de l'ancienne place du Marché-Saint-Jean.